# Cappella del Cimitero (Fara Olivana con Sola)
La cappella del cimitero è un luogo di culto cattolico sito nel cimitero di Fara Olivana con Sola.

## Storia
Il cimitero, all'interno del quale è collocata la cappella, si trova nella località denominata "Bosco", sita a circa 1,5 km dalla chiesa arcipretale di Santo Stefano di Fara Olivana e a 1 km dalla Chiesa di San Lorenzo in Sola. I lavori per la costruzione del cimitero e della cappella ebbero inizio il 17 settembre del 1771 come è documentato da una nota d'archivio dell'allora arciprete don Andrea Garella che dice di avere proprio in quel giorno celebrato la messa "pro Defunctis Paroeciae ut fabrica Coemeterii hac die incepta bene vertat et prosequatur usque ad perfectam consumationem" (A suffragio dei defunti della parrocchia affinché la costruzione del Cimitero incominciata in questo giorno bene volga e prosegua fino alla perfetta consumazione). Il nuovo cimitero venne costruito in ottemperanza alle leggi mortuarie asburgiche emanate nel 1743 dai sovrani austro-ungarici, che anticiparono di circa sessant'anni il Decreto imperiale sulle sepolture firmato da Napoleone il 12 giugno 1804 e più noto come Editto di Saint Cloud. Prima del 1771 i morti venivano seppelliti in un cimitero situato, secondo l'uso dell'epoca, vicino alla chiesa parrocchiale di Fara Olivana e più precisamente sul lato orientale dell'edificio chiesastico. Nel settembre del 1854 fu restaurato il muro di cinta come pure il vestibolo e venne posta la croce in ferro sulla sommità della chiesetta. Sulla facciata principale del Camposanto venne inciso un motto che raramente si trova nei cimiteri: “Exspecto ut veniat immutatio mea” (Sono in attesa della mia trasformazione). 
Per Delegazione Vescovile la cappella venne benedetta dall'arciprete don Francesco Saverio Cavagna alla presenza di tutta la popolazione di Fara e di Sola il 2 agosto 1937, giorno in cui la Chiesa celebra la festa di Santa Maria degli Angeli nella quale viene concessa l'indulgenza legata al Perdono d'Assisi. In quel giorno, dopo aver raggiunto in processione il cimitero, i fedeli assistettero alla messa cantata, la prima che in assoluto fosse mai stata celebrata in quel luogo.

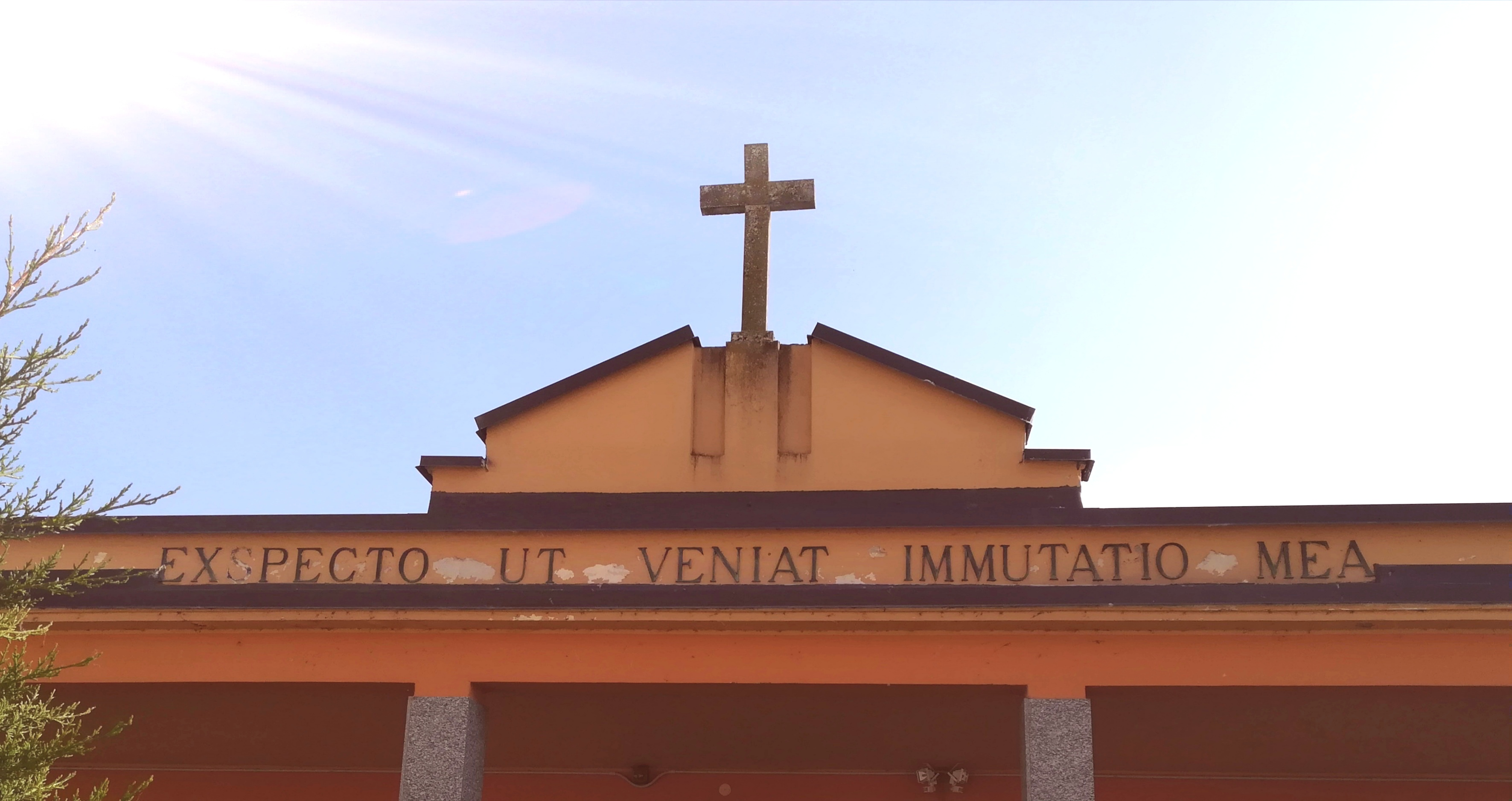
Cimitero di Fara Olivana con Sola. La scritta sulla facciata..jpg

## Descrizione

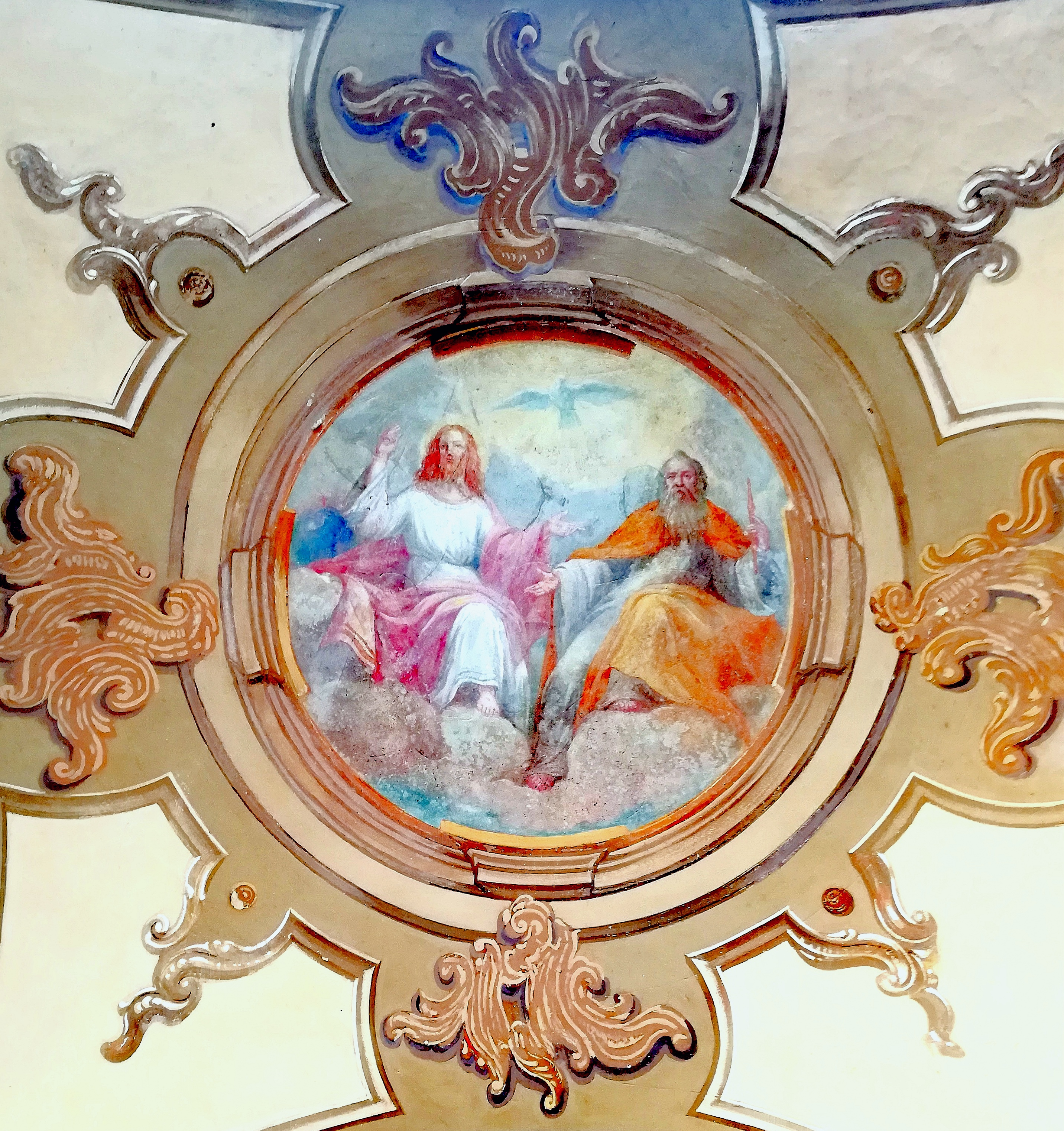
Trinità, Guido Cortinovis, 1937.

La cappella, originariamente occupava una posizione centrale nel muro che delimitava il cimitero verso sud, era stata dipinta ma vi apparivano figure inadatte; l'altare era in cemento, piccolo, basso e senza pietra sacra, per cui al suo interno non era mai stata celebrata la Santa Messa. Il bisogno di restauri era necessario e sentito da tutti. 
Nel 1937 la cappella venne restaurata e completamente trasformata nella parte pittorica dal giovane pittore Guido Cortinovis, allievo di Pietro Servalli, che vi dipinse in affresco sei quadri:
- la Trinità - sotto la volta (ancora visibile);
- il Rito dell'Elevazione nella messa - lato destro in alto;
- la Visita al Cimitero col Rosario - lato sinistro in alto;
- Santo Stefano protomartire - lato destro in basso;
- San Lorenzo diacono e martire - lato sinistro in basso;
- le Anime purganti - al centro sopra l'altare.

Nel 1940 l'antico altare in cemento venne sostituito con quello marmoreo. L'inaugurazione delle opere avvenne il 2 novembre dello stesso anno.
Con il passare del tempo e anche a causa dell'umidità, gli affreschi parietali scaturiti dalla mano di Guido Cortinovis divennero indecifrabili. In seguito alla sistemazione dei loculi destinati a parroci e arcipreti, si decise di riaffrescare la cappella mantenendo l'affresco della volta in buono stato. Vennero pertanto dipinte le immagini di San Giuseppe e della Madonna rispettivamente sulla parete destra e su quella sinistra, mentre sull'altare venne raffigurata la Risurrezione di Cristo. Quest'ultima immagine, che si deteriorò di nuovo e più rapidamente delle altre, venne coperta con l'apposizione di una tela che rappresenta la medesima scena, ma con un'interpretazione moderna.